# St. Maria Magdalena (Bruchhausen)

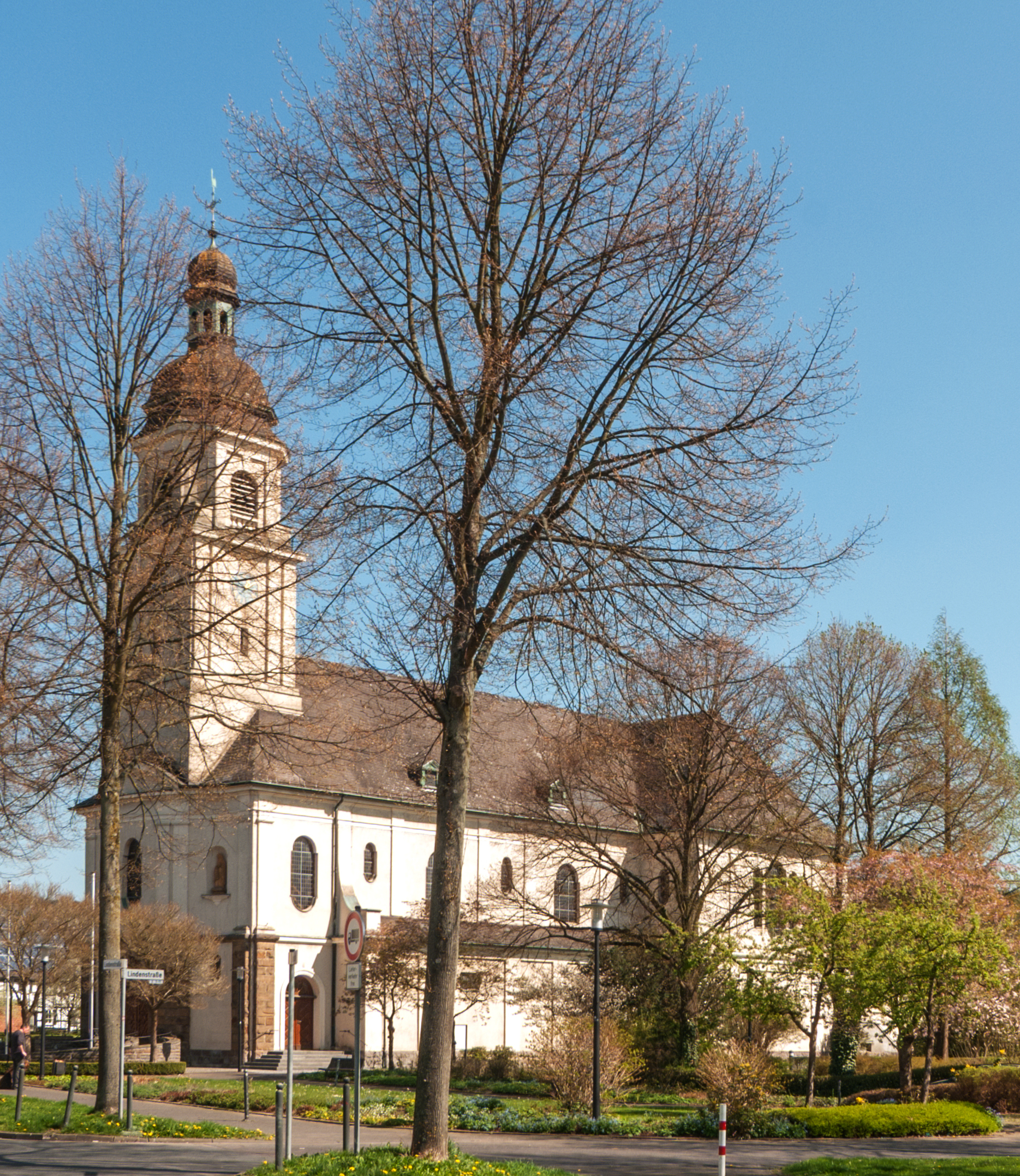
St. Maria Magdalena und Lucia Bruchhausen

Die katholische Pfarrkirche St. Maria Magdalena und Lucia ist ein denkmalgeschütztes Kirchengebäude in Bruchhausen, einem Stadtteil von Arnsberg im Hochsauerlandkreis (Nordrhein-Westfalen). Die Gemeinde gehört zur Pfarrei St. Petri Hüsten im Erzbistum Paderborn.

## Geschichte
Als Folge der Industrialisierung des Ortes vor allem durch die Hüstener Gewerkschaft und die Holzverkohlungsindustrie AG (nachmals Degussa) hatte die Bevölkerung des Ortes stark zugenommen. Die bisher als Pfarrkirche genutzte Rodentelgenkapelle wurde daher zu klein. Bereits vor dem Ersten Weltkrieg wurde Geld zum Neubau einer größeren Kirche gesammelt. Dieses Kapital wurde durch die Inflation entwertet.
Im Jahr 1923 wurde ein Ausschuss für den Neubau einer Kirche gebildet, über den Bauplatz wurde vorerst keine Einigkeit erzielt. Ein Gelände hinter der Schule an der Gartenstraße und der heutige Standort standen zur Auswahl. Architekt Lehmenkühler aus Köln wurde mit der Planung beauftragt. Nachdem der Plan von Paderborn genehmigt wurde, stellte sich heraus, dass die Kirche für die mittlerweile weiter angewachsene Gemeinde zu klein wäre. Der Architekt Karl Freckmann bekam den Auftrag für eine Neuplanung. Der Kirchenvorstand befürwortete den neuen Bauplan, nach dem sich der Kostenvoranschlag auf 220.000 Mark belief. Da nur 40.000 Mark zur Verfügung standen konnte er nicht zur Ausführung kommen. Einen überarbeiteten Plan in einfacherer Ausführung verwarf der Vorstand. Nun vereinfachte Freckmann den ersten Entwurf, dem Paderborn nicht zustimmte. Die Größe des Turmes und die reiche Ausstattung der Kirche fand keine Zustimmung. Daraufhin wurde der erste Entwurf vereinfacht. Außerdem beschloss man, den Bau ohne Turm auszuführen. Doch der Plan stieß auf scharfe Kritik der kirchlichen Behörde. Es wurde vor allem die Größe, Ausführung des Turmes und die reiche Ausstattung beanstandet. Freckmann äußerte scharfe Kritik, was zu Schwierigkeiten bei der Bewilligung der geplanten Kollekte im Jahr 1924 führte.
Die Gemeindemitglieder begannen in Eigenleistung mit den Bauarbeiten, der erste Spatenstich fand am 29. März 1925 statt. Etwa 80 Freiwillige sowie Landwirte stellten ihre Arbeitskraft und Spanndienste zur Verfügung. Die Firma Johannes Becker aus Menden übernahm zu einem günstigen Preis die Maurerarbeiten, mit denen Ende Mai begonnen wurde. Eine Haussammlung im Erzbistum und Spenden von Gemeindemitgliedern schlossen die vorhandenen Finanzierungslücken. Den Grundstein legte der geistliche Rat Meckel am 29. Juni, er ist an der linken Chorseite eingemauert. In ihm befindet sich eine mit einem getriebenen Kelch verziertes, kleines Kupferkästchen, mit je einer Urkunde in lateinischer und in deutscher Sprache, sowie einem Exemplar der Ruhr-Möhne-Zeitung und des Zentralvolksblattes. Ferner sind alle gültigen Kursmünzen bis 3 Mark und Abbildungen der alten Kapelle beigegeben.
Der Text der Urkunde lautet: Im Namen und zu Ehren der Allerheiligsten Dreifaltigkeit, unter Anrufung der Verdienste des göttlichen Erlösers Jesus Christus und der allerseligsten Jungfrau und Gottesmutter Maria und aller Heiligen, besonders unter flehentlichen Bitten an die seit Jahrhunderten hochverehrte Patronin der Kapelle Rodentelgen, Maria-Magdalena, der auch dieses Gotteshaus geweiht werden soll, ist am 29. Juni, dem Feste der Apostelfürsten Petrus und Paulus, im Jubeljahr 1925, im 4. Jahre der glorreichen Regierung des Papstes Pius XI. während Dr. Caspar Klein Bischof von Paderborn war, im 7. Jahre nach Beendigung des großen Weltkrieges, als Paul von Hindenburg, der größte Heerführer in jenem Kriege, Präsident der deutschen Republik war, ist der Grundstein dieser Kirche vom Dechant und Geistl. Rat Dr. Meckel, Pfarrer in Hüsten, gelegt worden mit der Bitte, daß der Bau errichtet und vollendet werde zu Ehre des allmächtigen Gottes und zum Heil aller, die hier seelische Erhebung suchen und fromme Gebete verrichten..... Es folgen die Aufzählung von verschiedenen Lehrern, Geistlichen und Politikern, sowie Daten zur Gemeinde.
Erneut kam in dieser Zeit wieder eine Diskussion über den Bau eines Kirchturmes auf, mit dem Ergebnis, dass der Turm hochgezogen werden sollte. Im Winter 1925/1926 mussten die Arbeiten am Bau zeitweise wegen Schneefalles und schlechter Witterung eingestellt werden. Freiwillige Helfer bauten in den Fußboden etwa 1.000 m3 Erde ein. Die Firma Zotz aus Münster fertigte zu einem sehr günstigen Preis die Stuckarbeiten an. Die Fenster konnten aus gestifteten Mitteln angekauft werden. Bischof Caspar Klein konsekrierte die Kirche am 12. September 1926.
Im Zweiten Weltkrieg fiel unmittelbar am Chor eine Bombe, sie zerstörte alle Fenster und beschädigte den Chor, das Dach, das Gesims, den Hochaltar und die Figuren. Die notwendigen Renovierungsarbeiten zogen sich bis 1949 hin. Im Jahr 1976 wurde der Bau Innen und Außen umfangreich renoviert, bei gleichzeitiger Vergrößerung des Chorraumes konnte der Altar, gemäß den Vorgaben des Zweiten Vatikanischen Konzils umgestellt werden.
Die letzte umfangreiche Renovierung erfolgte 2003/2004 unter der Leitung des Architekturbüros Ringelhan. Dabei wurde der Putz teilweise erneuert und gereinigt. Die Gewölbe und Wände bekamen in drei Arbeitsschritten einen stark lasierenden Anstrich aus Silikatfarbe, bei dem graue und ockerfarbene Töne vorherrschen. Die alten Bronzierungen wurden durch Mattvergoldungen ersetzt und die Schalen in den Deckengewölben ausgemalt.
Die Ausschreibung für die Gestaltung der Medaillons fand als Künstlerwettbewerb statt, den Stefan Pietryga gewann, er schuf die Bemalung der Kuppel in der Vierung. Vier Gewandtücher wurden in der Kuppel vorgezeichnet und dann lasierend in den Farben Grün, Gelb, Blau und Rot gemalt. Das Medaillon im Chor zeigt den Nachthimmel mit kosmischen Elementen, es ist überwiegend in Blautönen gehalten. Das Medaillon über der Orgelempore ist mit einem üppigen Blumenschmuck ausgemalt, bei dem Grün- und Erdtöne überwiegen. Das Medaillon im Langhaus wirkt wie ein loderndes Feuer, der Untergrund ist bläulich lasiert. Das kleinste Medaillon ist das an der Brüstung der Empore. Hier sind etliche menschliche Körper in ultramarinblau zu sehen, die das Volk Gottes symbolisieren sollen. Im Zentrum steht eine Person mit ausgebreiteten Armen.´

## Baubeschreibung

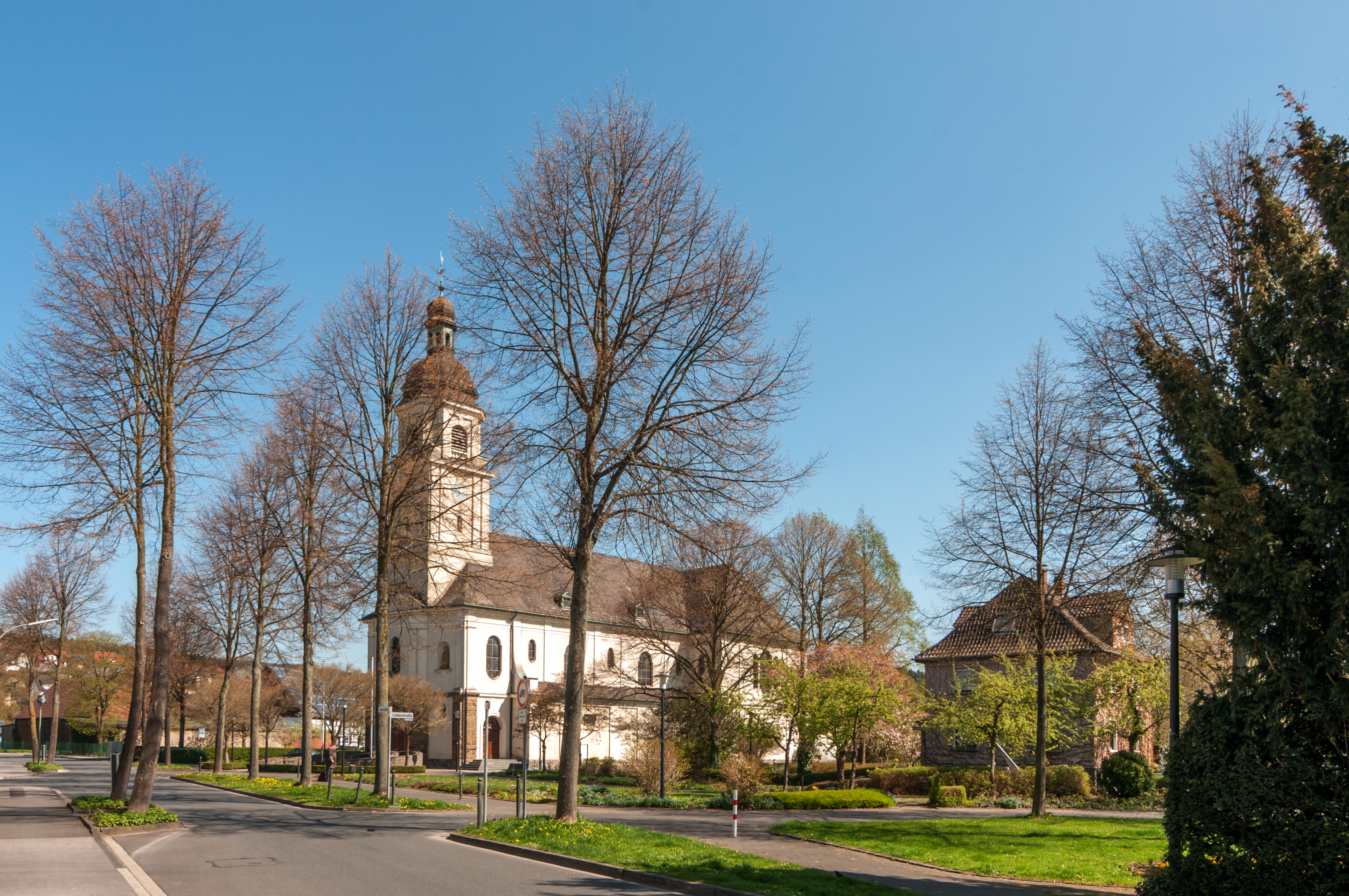
Gesamtansicht

Die neubarocke Saalkirche mit halbhohen Anräumen, einem Querhaus und einer Apsis wurde von 1925 bis 1926 von Karl Freckmann, Kreisbaumeister des Kreises Arnsberg, errichtet. Die konvex vorgewölbte Fassade besteht im unteren Teil aus Bossenquadern. Die Pilasterordnung im Inneren ist ionisch. Das eingezogene Flachtonnengewölbe ist stuckiert. Die Langhausanordnung mit rhythmischer Travée wurde nach dem Vorbild des Fuldaer Domes gebaut. Die Vierungskuppel wirkt mächtig, die Decke des Langhauses ist tonnengewölbt. In beide Seitenschiffe wurde Quertonnen eingezogen. Verputzt wurde der Bau im Jahr 1937. Der Innenraum ist 681 m² groß. Er bietet 480 Sitz- und 1050 Stehplätze. Eine umfangreiche Innenrenovierung wurde 2004 durchgeführt.

## Ausstattung

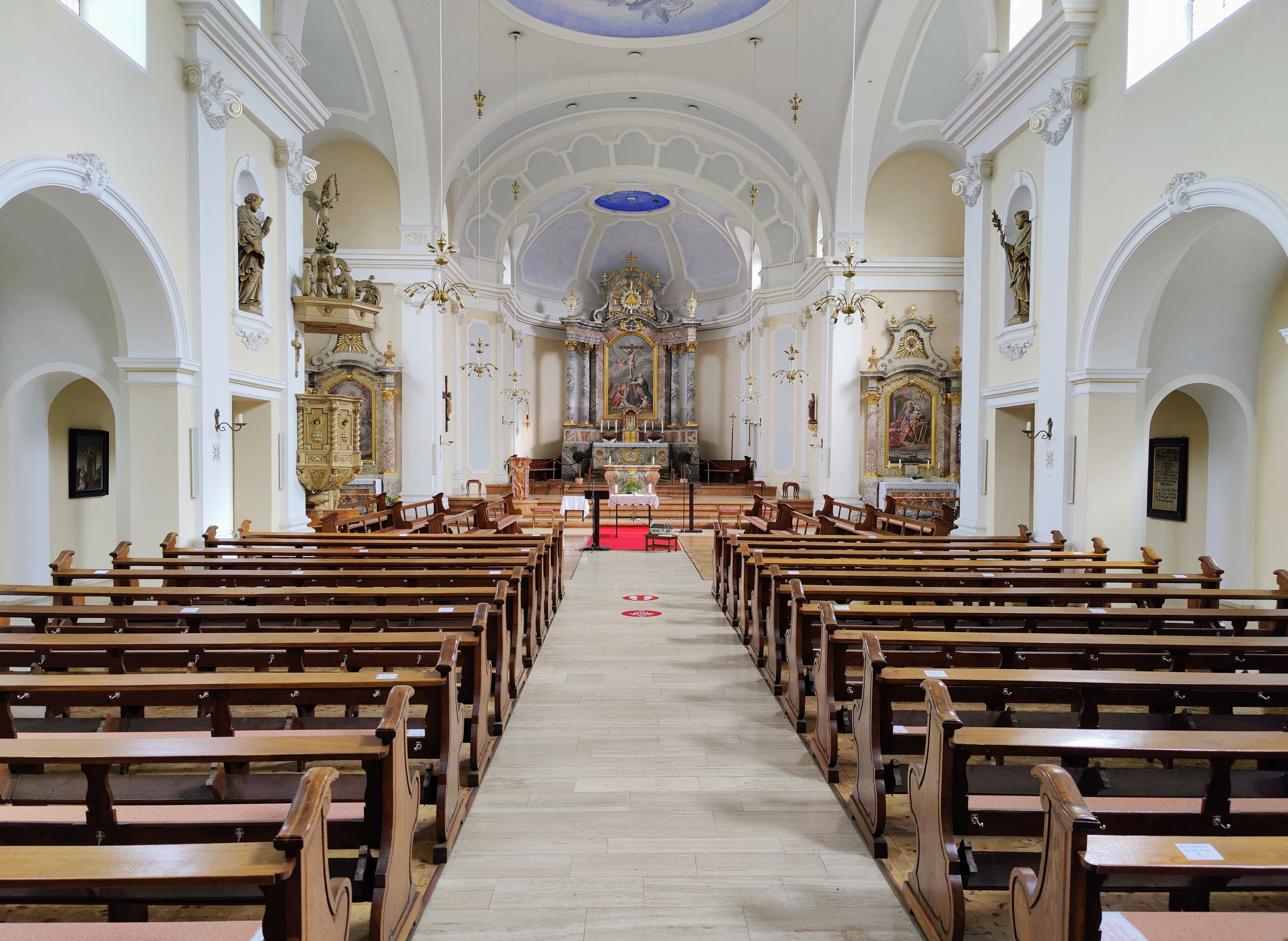
Innenraum (2021)

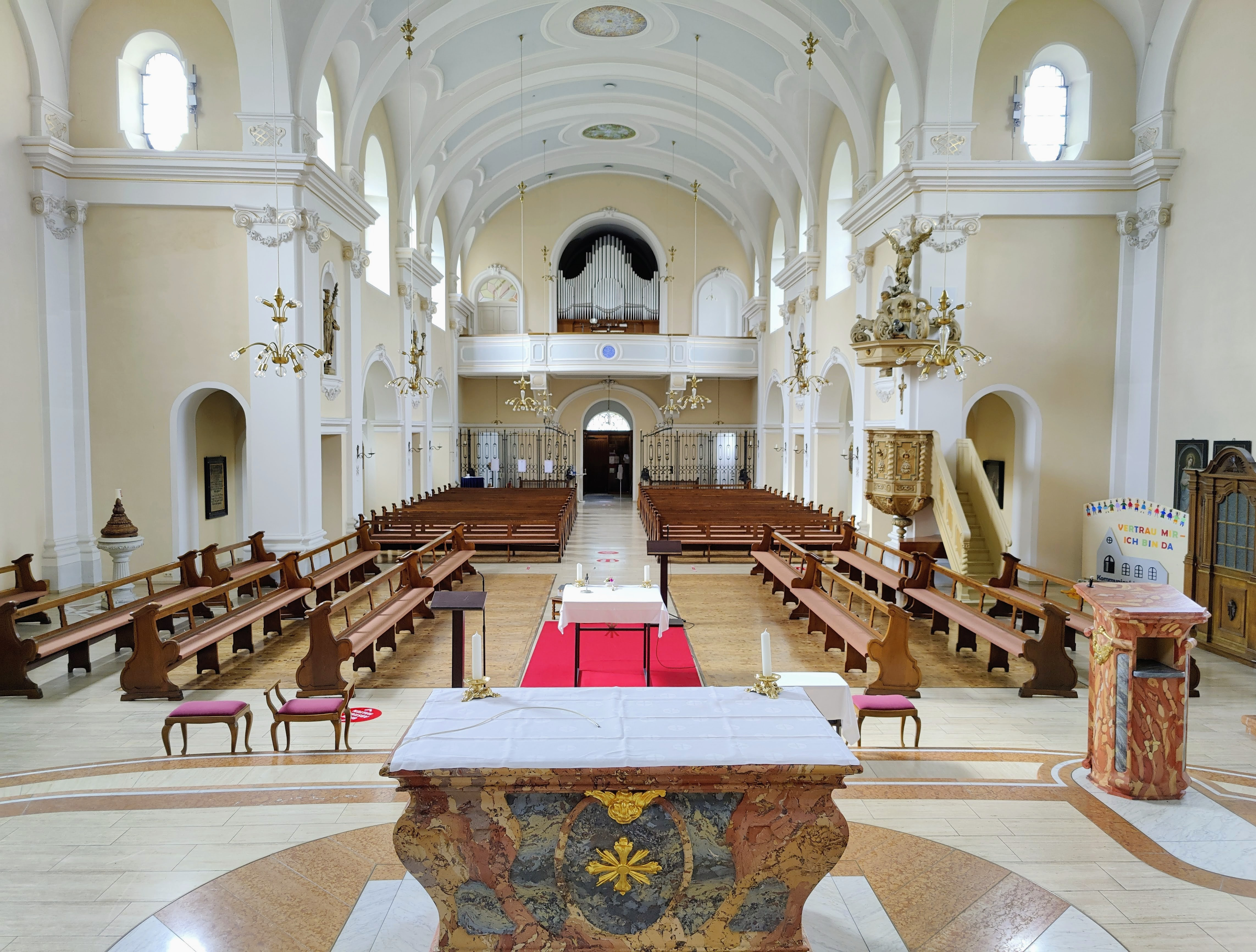
Innenraum, Blick zur Orgel

### Altäre

#### Barockaltar
Ein Altarretabel aus Eichenholz mit Knorpelwerkdekor und Weinrankensäulen von der Mitte des 17. Jahrhunderts wurde in der Werkstatt Johann Sasse gebaut. Es stand vorher in der Kapelle in Rodentelgen und wurde 1978 umfangreich restauriert. Die gedrehten Säulen und die Putten, wie sie auch an der Kanzel zu sehen sind, erinnern stark an die Altäre im Kloster Corvey. Die Säulen, Profile und Ornamente sind aus Weichholz gearbeitet. Im Mittelteil steht die Pietà, vermutlich war hier früher ein Altarbild mit Jesus als gutem Hirten angebracht. In den Muschelnischen daneben stehen die Figuren der Luzia und der Magdalena, die Nischen sind von Säulen begrenzt und von Weinreben umrankt. Eine ältere Luziafigur ging verloren. Die Figur der Magdalena schnitzte vermutlich Johann Nikolaus Düringer aus Hadamar, sie ist etwa 66 cm groß. Das Unterkleid ist versilbert, das Oberkleid ist golden besäumt. In den Medaillons darüber sind die Heiligen Antonius Einsiedler, Petrus und Paulus zu sehen.

#### Zelebrationsaltar
Den neuen Zelebrationsaltar baute Josef Schnitzer aus Buching 1954, das Altarbild ist eine Arbeit des Magnus Hutter aus Marktoberdorf, es stellt die Kreuzigungsszene dar. Zu Füßen des Jesus stehen Maria und Maria Magdalena. Der Altar ist 9,50 Meter hoch und 5,50 Meter breit. Der halbrunde Sockel ist in buntem Stuckmarmor gehalten, darüber erheben sich vier schlanke Säulen aus Marmor. Sie sind von korinthischen Säulen, die vergoldet wurden, bekrönt. Der wuchtige Aufbau des Giebels löst sich in barocken Formen auf. Die Weihe des Altares nahm der Weihbischof Paul-Werner Scheele vor.

#### Seitenaltäre
Die beiden Seitenaltäre sind im Stil des Hochaltares ausgeführt. Der Josefsaltar steht im rechten Teil des Querschiffes und der Marienaltar an der linken Seite. Sie wurden ebenso wie der Hochaltar von Schnitzer aus Buching und die Altarbilder malte Hotter. Im Bild des Josefsaltares werden das ehemalige Degussawerk, die hiesige Pfarrkirche und der Hof Böstering gezeigt, sie sollen die Gemeinde versinnbildlichen. Das Bild im Marienaltar zeigt in der Mitte den Petersdom und an den Seiten Fatima und Lourdes als Stätten der Marienverehrung.

### Herausragende Stücke der Ausstattung

#### Romanisches Kreuz

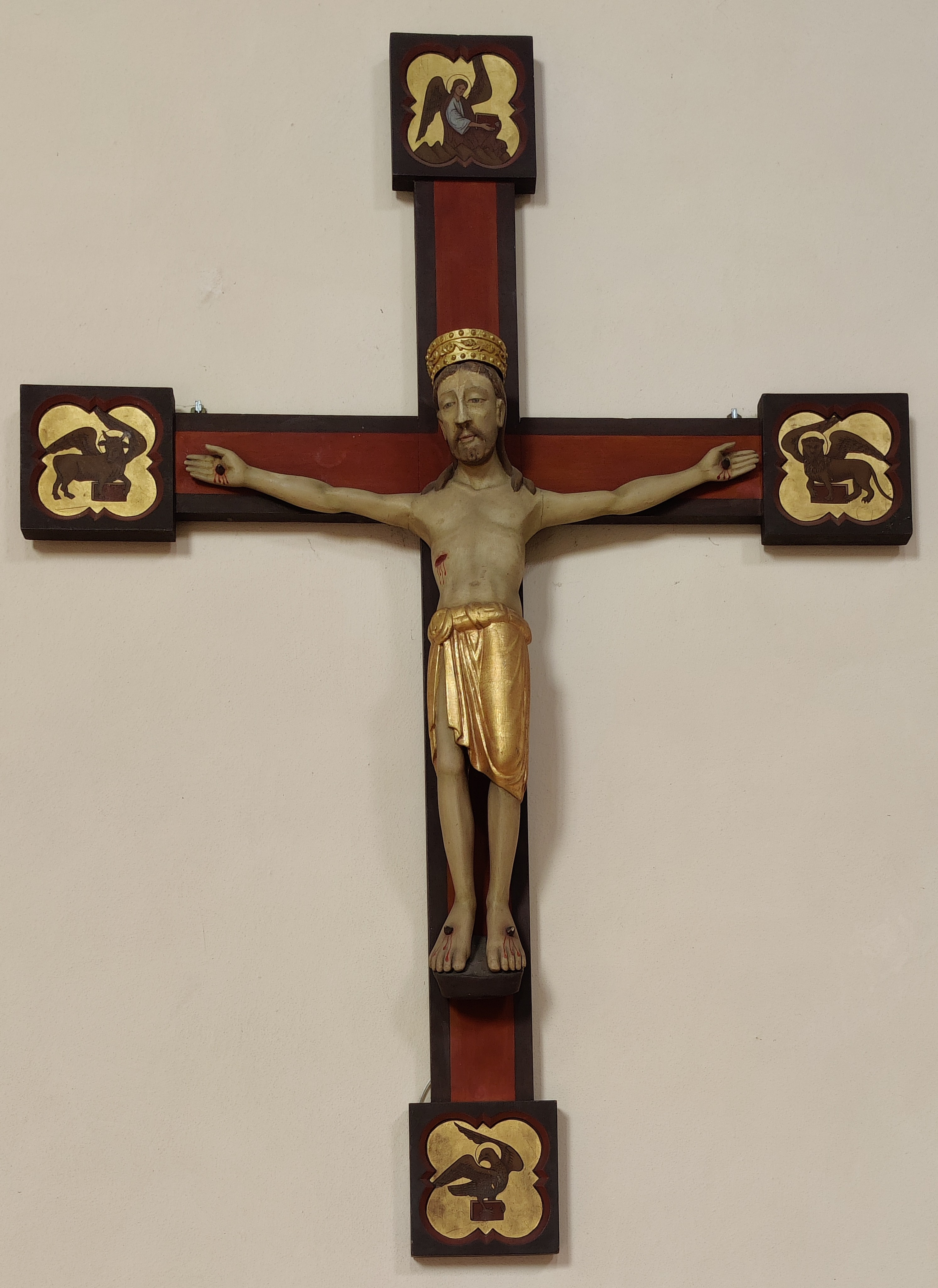
Romanisches Kreuz

Ein romanisches Kruzifix aus Holz stammt aus der Zeit um 1230 stellt Christus als den siegreichen König über Leben und Tod dar. Das Kreuz ist in lateinischer Form gehalten, der Balken nach unten ist verlängert. Der Korpus entstand vermutlich während der Zeit der Kreuzzüge, er gehörte wohl zu einem Vortragekreuz. Die Kreuzbalken mit den Abschlussquadraten und den Darstellungen der vier Evangelisten wurden in jüngerer Zeit beigefügt. Die goldene Krone des Gekreuzigten ist ebenfalls eine Arbeit aus jüngerer Zeit, die Fassung und die Krone wurden später erneuert.

#### Figur der Maria Magdalena

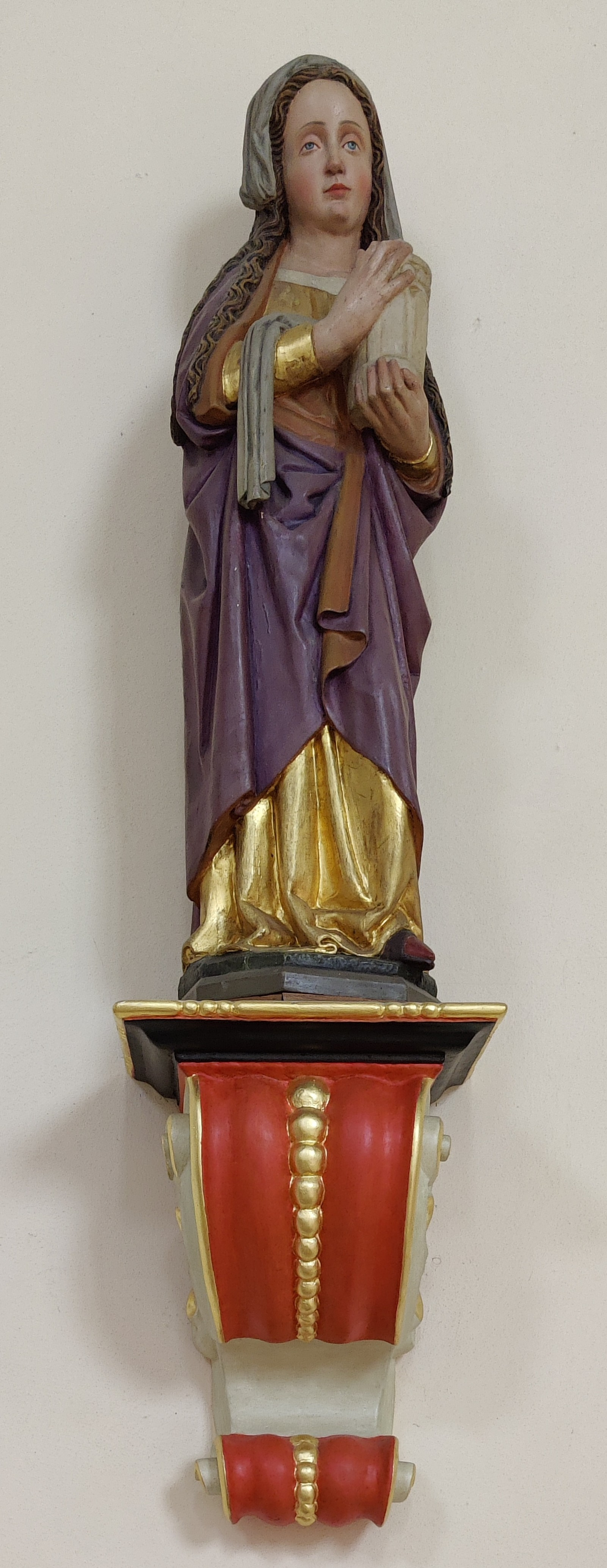
Figur der Maria Magdalena

Eine hl. Maria Magdalena aus Holz vom Ende des 17. Jahrhunderts ist etwa 90 cm groß, als Attribut hält sie ein Salbgefäß in den schlanken Händen, deswegen wurde sie fälschlicherweise auch schon als Barbara bezeichnet. Der Körper ist mit einem faltigen Gewand bedeckt. Diese Arbeit von Johann Nikolaus Düringer aus Olpe wirkt in der Darstellung zeitlos. Hände und Gesicht sind eher grob ausgeformt.

### Sonstige Ausstattung
- Eine Sammlung für eine neue Orgel, die 1943 aufgebaut werden konnte, fand 1930 statt.[17] Im Jahr 1996 erfolgte ein Neubau durch Siegfried Sauer in einem neuen Gehäuse. Integriert wurden alte Bestände der Vorgängerorgel von Randebrock aus dem Jahr 1873.[18] Die Orgel verfügt über 16 Register, die auf zwei Manuale verteilt sind.
- Die Barockkanzel aus der Zeit um 1700 wurde in der Sasse-Werkstatt gebaut, sie stand ursprünglich in Kirchhundem und wurde dort auf der Tenne des Pastorathauses gefunden und kam 1927 nach hier. Teile des Treppenaufganges und die Lanze des Erzengels Michael, der den Schalldeckel bekrönt, wurden ergänzt. Der sehr farbenfreudige Farbfassung wurde bei der Restaurierung  in den 1980er Jahren durch eine dezentere, die nach damaligem Empfinden besser zur sonstigen Ausstattung passte, ersetzt. Diese Fassung ist bis heute erhalten.[19]
- Die Reliquien der Heiligen Desiderius und Secundus wurden 1926 im Altar eingemauert.[20]
- Zwei Gemälde, eines von 1669 stellt die hl. Maria dar, das andere von 1672 zeigt die hl. Lucia. Sie wurden vom Arnsberger Bürgermeister Johann Bildefelt für die Kirche in Rodentelgen gestiftet. Die Rahmen mit gewellter Innenleiste sind in schwarz gehalten.[21] In der Kartusche des Mariengemälde steht: S. Maria (Sihe selich sagen mich alle Geschlechter. Lv.1) Johann Bildefelt B. Meister zu Arnsperch D. D: 1669. In der Kartusche des Gemäldes mit der Darstellung der Luzia ist zu lesen: S. Lucia Patronin 3 v Rodentelgen Auß dem Mittelen der selbigen Cavellen geben 1672 Die Bilder haben eine Größe von etwa 80 × 190 cm.[22]
- Eine Pietà im manieristischen Stil stammt aus dem 17. Jahrhundert, ursprünglich stand sie in der Wallfahrtskirche in Rodentelgen. Die aus Lindenholz geschnitzte Figur zeigt die leidende Mutter Maria mit ihrem leblosen Sohn.[23]
- Den Kreuzweg malte 1931 Magnus Hotter, der auch das Altarbild anfertigte.[24]
- In Nischen stehen vier Statuen, die 1939 der Barockschnitzer Phillipp Wiegmann aus Paderborn anfertigte, die Anschaffung wurde durch Spenden ermöglicht. Es handelt sich hier um die Darstellung der Heiligen Josef, Liborius, Bonifatius und Petrus. Ein Befall durch Holzschädlinge machte 2004 eine thermische Behandlung erforderlich.[25]
- Eine gerahmte Urkunde von 1464 hängt im rechten Seitenschiff. Sie zeugt von der teilweisen Zerstörung der Rodentelgenkapelle durch ein Hochwasser der Ruhr. Sie wurde wieder aufgebaut und im Jahr 1659 erweitert.[26]
- Über der Urkunde hängt ein Bild des guten Hirten aus der Zeit um 1645. Der damalige Pfarrer Petrus Berghs wird dargestellt, wie er von Jesus den Auftrag Weide meine Schafe erhält. Im Hintergrund stehen zwei Kirchen, von denen eine die Pfarrkirche in Hüsten ist.[27]

## Glocken
Nach dem Zweiten Weltkrieg war die Kirche ohne Glocken. Wegen der Materialknappheit stellte die Glockengießerei aus Brilon Kompensationsforderungen, die von der Gemeinde nicht erfüllt werden konnten. Klemens Föckeler, ein Sohn der Gemeinde war Direktor eines Stahlwerkes in Offenbach, er erklärte sich bereit, die Kompensation und auch die Kosten für die drei Glocken zu übernehmen. Die Glockengießerei stellte aus eigenem Entschluss eine vierte Glocke zur Verfügung. Ein Glockensachverständiger bescheinigte dem Geläut: ...Zusammenfassend kann gesagt werden, dass es der Firma Junker gelungen ist, ein Geläut zu schaffen, das alle guten Eigenschaften mit sich bringt. Klare Melodieführung durch die Schlagtöne, saubere Innenharmonie, kräftige und einheitliche Klanggebung bei ruhig fließendem und lange dauerndem Nachhall. Die Weihe der Glocken fand am 9. Mai 1948 statt.
| Stifter                   | Inschrift | Gießerei         | Ton |
| ------------------------- | --- | ---------------- | --- |
| Klemens Vöckeler          | Den Toten des Zweiten Weltkrieges zum Gedächtnis . Gott zum Dank, der Heimat zur Liebe, hat mich und meine Schwestern geschenkt Klemens Föckeler, Offenbach-Main | Junker in Brilon | e'  |
| Klemens Vöckeler          | Maria, Königin des Friedens, bitte für uns | Junker in Brilon | g'  |
| Klemens Vöckeler          | Zu dir schick´ ich mein Gebet, das um deine Hilfe fleht, heilige Magdalena                                                                                       | Junker in Brilon | a'  |
| Gießerei Junker in Brilon | ohne Inschrift | Junker in Brilon | h'  |